# Império do Espírito Santo de São Bartolomeu dos Regatos
O Império do Espírito Santo de São Bartolomeu dos Regatos é um Império do Espírito Santo português que se localiza na freguesia açoriana de São Bartolomeu de Regatos, lugar dos Regatos, concelho de Angra do Heroísmo, ilha Terceira, arquipélago dos Açores.
Este Império do Espírito Santo tem a sua fundação no século XX mais precisamente no ano de 1958.